# Franklin Barreto
Franklin José Barreto Rojas (nacido en Caracas, Distrito Federal, Venezuela, el 27 de febrero de 1996), es un beisbolista profesional venezolano que juega en las posiciones de campocorto con los Oakland Athletics de las Grandes Ligas. En la Liga Venezolana de Béisbol Profesional debutó y jugó con el equipo de Las Águilas del Zulia y desde 2020 es parte del Roster del Equipo Tiburones de la Guaira. Entre sus equipos en las ligas infantiles de Venezuela destaca su juego con el equipo Parque Miranda.

## Carrera como beisbolista
Barreto firmó con los Azulejos el 2 de julio de 2012 como Baseball America perspectiva mejor clasificado internacional de 2012. 

### 2013
En el 2013, él jugó su primera temporada como profesional con los GCL Blue Jays de la Gulf Coast League, y más tarde el Bluefield Blue Jays, bateando .276 en 59 partidos jugados y totales que llevan la Liga de la Costa del Golfo en porcentaje de slugging.

### 2014
En 2014, fue ascendido a los Vancouver Canadians y abrió la temporada con un promedio de bateo de .313 a través de 43 juegos. Barreto jugó en 73 partidos para Vancouver en 2014, y bateó .311 con 6 jonrones, 61 carreras impulsadas y 29 bases robadas.
El 24 de septiembre de 2014, fue nombrado el MVP de Vancouver en 2014.
El 1 de octubre, Barreto fue nombrado como el mejor prospecto en la liga del noroeste por Baseball America.
El 28 de noviembre de 2014, fue traspasado a la organización Oakland Athletics, junto con Kendall Graveman, Sean Nolin, y Brett Lawrie, por Josh Donaldson.

### 2015
Su temporada 2015, con la Clase A Avanzada (Fuerte) jugó con Stockton Ports de la California League, terminó temprano cuando fue colocado en la lista de lesionados el 26 de julio con una contusión en la muñeca. Barreto apareció en 90 juegos y obtuvo un Promedio de bateo .302 con 13 cuadrangulares y 47 carreras impulsadas. Cometió 34 errores en el campo corto. 
En la Liga Venezolana de Béisbol Profesional, jugó 30 partidos con las Águilas del Zulia, con un AVG de .174, con 2 jonrones y 14 carreras impulsadas.

### 2016
En el 2016, Barreto fue nombrado como el octavo mejor prospecto campocorto por la MiLB. Fue asignado a jugar con Midland RockHounds de la Texas League de la clase Doble-A. 
El 31 de agosto, fue ascendido a la Triple A con los Nashville Sounds de la 	Pacific Coast League. Barreto terminó la temporada 2016 con un AVG de .284, con 11 cuadrangulares y 53 carreras impulsadas. 
Después de la temporada 2016, eL 18 de noviembre, los Oakland Athletics asignan a las Barreto a su lista de 40 jugadores.

### 2017
El medio deportivo estadounidense CBS Sports publicó su lista de mejores prospectos en el sistema de Las Grandes Ligas de Béisbol, y posicionaron al criollo Franklin Barreto en el undécimo puesto de su ranking, convirtiéndolo como el mejor talento venezolano en dicha lista. 
En la lista oficial de MLB, el mejor prospecto venezolano fue Gleyber Torres, quien se posicionó en el tercer puesto. 
Barreto, espera explotar su potencial este año para poder graduarse como grandeliga con los Atléticos de Oakland.

### 2018
En la LVBP Franklin Barreto es traspasado desde las Águilas del Zulia a los Tigres de Aragua por los peloteros Wilfredo Ledezma y Renato Nuñez.

### 2020
En la LVBP Franklin Barreto es traspasado desde los Tigres de Aragua a los Tiburones de la Guaira por el ex Grandes Ligas Odubel Herrera.